# ラオスとフィリピンの関係
ラオスとフィリピンの関係 (英語:Laos–Philippines relations) では、ラオスとフィリピンの二国間関係について言及する。

## 歴史
ラオスとフィリピンの正式な関係は、1955年1月14日に公式に結ばれた。ただ、両国間の関係自体はベトナム戦争の初期の段階から始まっていたと指摘されている。すなわち、国際青年会議所による国際合弁事業「オペレーション・ブラザーフッド」において、医師、農業家、看護師といった50名のフィリピン人ボランティアが、1957年から1964年までラオスとベトナムに派遣されたことがあった。
ラオスはマニラに大使館を設置する一方、フィリピン大使館はヴィエンチャンに存在する。

## 外交訪問
ラオスの歴代首相であるブンニャン・ウォーラチット、ブアソーン・ブッパーヴァン、トーンシン・タムマヴォンが、2002年、2007年6月、2012年5月にそれぞれフィリピンへ公式訪問を行っている。他方、フィリピンの歴代大統領では、フィデル・ラモスが1997年10月に訪れた。続くグロリア・アロヨは、アセアンサミット出席のため2004年11月に訪問した。そしてベニグノ・アキノ3世は、アジア欧州会合に参加するため2012年11月にラオスを来訪した。

## ラオス在住のフィリピン人
2013年現在、およそ730名のフィリピン人がラオスに在住しており、そのほとんどが教師、看護師、エンジニア、ホテル従業員、コンサルタントといった専門職に就いている。
フィリピン人が三輪タクシーに乗車する際は、他の外国人に比べて安い料金を提示されることがしばしばある。